# Sicurezza e manutenzione
Sicurezza e manutenzione è un componente della famiglia di sistemi operativi Windows NT che monitora lo stato di sicurezza e manutenzione del computer. I suoi criteri di monitoraggio includono il funzionamento ottimale di software antivirus, personal firewall, nonché lo stato operativo di Backup e ripristino, protezione accesso alla rete (NAP), Controllo account utente (UAC), segnalazione errori Windows (WER) e windows update. Notifica all'utente qualsiasi problema con i criteri monitorati, ad esempio quando un programma antivirus non è aggiornato o è offline.

## Operazione
Sicurezza e manutenzione è costituito da tre componenti principali: un'applet del pannello di controllo, un servizio Windows e un'interfaccia di programmazione dell'applicazione (API) fornita da Windows Management Instrumentation (WMI).
L'applet del pannello di controllo suddivide i criteri monitorati in categorie e li codifica per colore. Il giallo indica un avviso non critico, ad es. alcune impostazioni non vengono monitorate o non sono ottimali. Il rosso indica un messaggio critico, ad es. il programma antivirus non è in linea.
Un servizio, denominato "Centro sicurezza", determina lo stato corrente delle impostazioni. Il servizio, per impostazione predefinita, si avvia all'avvio del computer; monitora continuamente le modifiche del sistema e avvisa l'utente se rileva un problema. Nelle versioni di Windows precedenti a Windows 10, aggiunge un'icona di notifica nella barra delle applicazioni di Windows.
Un provider WMI rende le impostazioni disponibili per il sistema. I fornitori di software antivirus, antispyware e firewall personali di terze parti si registrano principalmente con Sicurezza e manutenzione tramite il provider WMI. Windows Vista ha aggiunto un nuovo set di API che consente ai programmi di recuperare lo stato di integrità aggregato in Sicurezza e manutenzione e di ricevere notifiche quando lo stato di integrità cambia. Queste API consentono ai programmi di confermare che il sistema è in buono stato prima di intraprendere determinate azioni. Ad esempio, un gioco per computer può garantire che un firewall sia in esecuzione prima di connettersi a un gioco online.
Sicurezza e manutenzione sono responsabili di quanto segue:
- Chiedere dello stato del firewall personale e attivazione
- Richiesta dello stato del programma antimalware, attivazione e istruzioni per l'aggiornamento
- Chiedere lo stato delle impostazioni di sicurezza di Internet e chiedere all'utente di modificarle se non sono ottimali
- Interrogare lo stato delle impostazioni di Controllo dell'account utente e chiedere all'utente di modificarlo se non è ottimale
- Pianificazione ed esecuzione di attività di manutenzione automatica, che include una scansione rapida per malware, deframmentazione del disco, diagnostica di efficienza energetica[1]
- Richiesta dello stato di Backup e ripristino e richiesta all'utente di pianificare un backup se non è presente (solo Windows 7)
- Richiesta dello stato della cronologia dei file; tuttavia, l'utente non viene avvisato (solo Windows 8 e versioni successive)
- Richiesta dello stato del gruppo home; non vengono emessi avvisi al riguardo
- Gestione dei problemi registrati da Segnalazione errori di Windows: l'utente può visualizzare i propri dettagli, inviarli a Microsoft se non vengono inviati automaticamente, interrogare una soluzione per loro (sebbene la maggior parte delle volte non ce ne sia) o eliminarli in modo selettivo.

## Cronologia delle versioni

### Windows XP SP2
Microsoft ha appreso dalle discussioni con i clienti che c'era confusione sul fatto che gli utenti prendessero le misure appropriate per proteggere i loro sistemi o se i passi che stavano intraprendendo fossero efficaci. Da questa ricerca, Microsoft ha deciso di includere un pannello di controllo visibile con Windows XP Service Pack 2 che avrebbe fornito una visione consolidata delle più importanti funzionalità di sicurezza. Il Service Pack 2, rilasciato nell'agosto 2004, include la prima versione di Windows Security Center (WSC). Questa versione monitora Windows Update, Windows Firewall e la disponibilità di un programma antivirus. I fornitori terzi di firewall personali e pacchetti software antivirus sono stati incoraggiati a utilizzare l'API WSC per registrare i propri prodotti con WSC.
Il 25 agosto 2004, PC Magazine ha pubblicato un articolo nella loro newsletter di Security Watch intitolato "Minaccia di spoofing del Centro sicurezza di Windows XP SP2" che delineava una vulnerabilità del design che poteva consentire al malware di manipolare il Centro sicurezza in modo da visualizzare un falso stato di sicurezza indipendentemente dal vero stato di sicurezza. Per fare ciò, il malware richiede privilegi di amministratore. Microsoft ha contrastato la loro affermazione affermando che se un malware ottiene privilegi amministrativi, non è necessario falsificare nulla, poiché può commettere azioni dannose molto più dannose.

### Windows Vista
WSC in Windows Vista monitora nuovi criteri, quali software anti-spyware, controllo dell'account utente e impostazioni di sicurezza di Internet Explorer. Può anche visualizzare loghi di prodotti di terzi che sono stati registrati presso il Security Center.
A differenza di Windows XP, nelle versioni beta di Windows Vista, WSC non poteva essere disabilitato o ignorato. Symantec, produttore di software per la sicurezza, ha espresso la propria contrarietà, rilevando che ciò causerebbe molta confusione da parte dei consumatori, poiché qualsiasi problema di sicurezza verrebbe segnalato contemporaneamente dagli strumenti di WSC e Symantec. McAfee, un altro grande fornitore di software di sicurezza, ha presentato reclami simili. Alla fine, Microsoft ha consentito la disabilitazione di WSC.

### Windows 7
In Windows 7, il Centro sicurezza di Windows è stato rinominato Action Center. È stato progettato per centralizzare e ridurre il numero di notifiche sul sistema; come tale, comprende sia la sicurezza che la manutenzione del computer. La sua icona di notifica sulla barra delle applicazioni di Windows appare solo quando è presente un messaggio di lettura e sostituisce cinque icone di notifica separate presenti in Windows Vista. È stato anche aggiunto un collegamento "Risoluzione dei problemi", che fornisce un collegamento al nuovo pannello di controllo Risoluzione dei problemi di Windows 7.

### Windows 8
In Windows 8, Action Center monitora 10 nuovi elementi: microsoft account, attivazione di Windows, SmartScreen, manutenzione automatica, stato dell'unità, software del dispositivo, app di avvio, Gruppo Home, Cronologia file e Spazi di archiviazione.

### Windows 10
In Windows 10, il nome "Centro operativo" viene ora utilizzato per le notifiche delle applicazioni e le azioni rapide. Il Centro operativo di Windows 8.1 è stato rinominato Sicurezza e manutenzione, creando confusione per utenti e amministratori IT. Non visualizza più un'icona nell'area di notifica, ma mantiene comunque tutte le funzionalità del Centro operativo di Windows 8.1. Il link "Risoluzione dei problemi" è stato rimosso in Windows 10 Fall Creators Update.
A partire da Windows 10 Creators Update, Microsoft ha introdotto un nuovo componente chiamato Windows Defender Security Center (WDSC) che fornisce molte delle stesse funzionalità. Questo nuovo componente è un'app della piattaforma Windows universale ed è anche il front-end predefinito per Windows Defender. Si basa sul proprio servizio, chiamato "Windows Defender Security Center Service".
Rispetto a Sicurezza e manutenzione, WDSC:
- Monitora sei categorie: software antivirus, Windows Update, capacità di archiviazione, driver di dispositivo, Windows Firewall e SmartScreen[14]
- Ha una propria icona distinta nell'area di notifica
- Può controllare completamente Windows Defender[12]
- Non riguarda altri firewall personali: in Windows 10 versione 1703, se Windows Firewall è disattivato, genera un falso allarme, sostenendo che il sistema non è protetto. In Windows 10 versione 1709, il falso allarme non viene generato ma WDSC non fornisce un monitoraggio significativo dei firewall di terze parti come fa Sicurezza e manutenzione.[14] In Windows 10 versione 1809, Windows Defender Security Center è stato rinominato Sicurezza di Windows.